# Cmentarz wojenny w Borowie (nr 61)
Cmentarz wojenny w Borowie (nr 61) – cmentarz z I wojny światowej znajdujący się opodal wsi Borów w województwie lubelskim, w powiecie opolskim, w gminie Chodel.
Cmentarz ma kształt prostokąta o wymiarach około 36 na 30 m. Położony jest na północ od wsi w lesie.
Na cmentarzu pochowano:
- około 100 żołnierzy austro-węgierskich, m.in. z następujących jednostek: 18 Pułku Piechoty Honwedu oraz 9 i 77 Pułku Piechoty Austro-Węgier,
- około 40 żołnierzy rosyjskich poległych w 1914 (głównie szturm 27 sierpnia) i 1915 roku (głównie 21 i 22 lipca).